# Svjetsko prvenstvo u alpskom skijanju 2009.
40. svjetsko prvenstvo u alpskom skijanju održalo se u Val-d’Isèreu u Francuskoj od 3. – 15. veljače 2009. godine.

## Program natjecanja
| Datum                   | Skijaši           | Skijašice         |
| ----------------------- | ----------------- | ----------------- |
| Utorak, 3. veljače      |                   | Super-G           |
| Srijeda, 4. veljače     | Super-G           |                   |
| Petak, 6. veljače       |                   | Super-kombinacija |
| Subota, 7. veljače      | Spust             |                   |
| Nedjelja, 8. veljače    |                   | Spust             |
| Ponedjeljak, 9. veljače | Super-kombinacija |                   |
| Srijeda, 11. veljače    | Natjecanje nacija | Natjecanje nacija |
| Četvrtak, 12. veljače   |                   | Veleslalom        |
| Petak, 13. veljače      | Veleslalom        |                   |
| Subota, 14. veljače     |                   | Slalom            |
| Nedjelja, 15. veljače   | Slalom            |                   |

## Skijaši

### Super G
Natjecanje u super-veleslalomu održano 4. veljače. 
| Medalja | Ime                | Država | Vrijeme | Zaostatak |
| ------- | ------------------ | ------ | ------- | --------- |
| Zlato   | Didier Cuche       | ŠVI    | 1:19.41 |           |
| Srebro  | Peter Fill         | ITA    | 1:20.40 | +0.99     |
| Bronca  | Aksel Lund Svindal | NOR    | 1:20.43 | +1.02     |
| 23      | Natko Zrnčić-Dim   | HRV    | 1:23.03 | +3.82     |
| 31      | Ivan Ratkić        | HRV    | 1:25.14 | +5.73     |

### Spust
Natjecanje u spustu održano 7. veljače. 
| Medalja | Ime              | Država | Vrijeme | Zaostatak |
| ------- | ---------------- | ------ | ------- | --------- |
| Zlato   | John Kucera      | KAN    | 2:07.01 |           |
| Srebro  | Didier Cuche     | ŠVI    | 2:07.05 | +0.04     |
| Bronca  | Carlo Janka      | ŠVI    | 2:07.18 | +0.17     |
| 19      | Natko Zrnčić-Dim | HRV    |         | +3.82     |
| 23      | Tin Široki       | HRV    |         | +4.77     |

### Super-kombinacija
Natjecanje u super-kombinaciji održano 9. veljače. 
| Medalja | Ime                | Država | Vrijeme | Zaostatak |
| ------- | ------------------ | ------ | ------- | --------- |
| Zlato   | Aksel Lund Svindal | NOR    | 2:23.00 |           |
| Srebro  | Julien Lizeroux    | FRA    | 2:23.90 | +0.90     |
| Bronca  | Natko Zrnčić-Dim   | HRV    | 2:24.58 | +1.58     |

### Veleslalom
Natjecanje u veleslalomu održano je 13. veljače.
| Medalja | Ime              | Država | Vrijeme | Zaostatak |
| ------- | ---------------- | ------ | ------- | --------- |
| Zlato   | Carlo Janka      | SUI    | 2:18.82 |           |
| Srebro  | Benjamin Raich   | AUT    | 2:19.53 | +0.71     |
| Bronca  | Ted Ligety       | SAD    | 2:19.81 | +0.99     |
| 27      | Natko Zrnčić-Dim | HRV    |         | +5.92     |

### Slalom
Natjecanje u slalomu održano je 14. veljače.
| Medalja | Ime              | Država | Vrijeme | Zaostatak |
| ------- | ---------------- | ------ | ------- | --------- |
| Zlato   | Manfred Pranger  | AUT    | 1:44.17 |           |
| Srebro  | Julien Lizeroux  | FRA    | 1:44.48 | +0.31     |
| Bronca  | Michael Janyk    | CAN    | 1:44.70 | +0.53     |
| 14      | Natko Zrnčić-Dim | HRV    |         | +5.44     |

## Skijašice

### Super G
Natjecanje u super G-u održano je 3. veljače.
| Medalja | Ime                   | Država | Vrijeme | Zaostatak |
| ------- | --------------------- | ------ | ------- | --------- |
| Zlato   | Lindsey Vonn          | SAD    | 1:20.73 |           |
| Srebro  | Marie Marchand-Arvier | FRA    | 1:21.07 | +0.34     |
| Bronca  | Andrea Fischbacher    | AUT    | 1:21.13 | +0.40     |

### Super-kombinacija
Natjecanje u super kombinaciji održano je 6. veljače.
| Medalja | Ime             | Država | Vrijeme | Zaostatak |
| ------- | --------------- | ------ | ------- | --------- |
| Zlato   | Kathrin Zettel  | AUT    | 2:20.13 |           |
| Srebro  | Lara Gut        | ŠVI    | 2:20.69 | +0.56     |
| Bronca  | Elisabeth Görgl | AUT    | 2:21.01 | +0.88     |

### Spust
Natjecanje u spustu održano je 9. veljače.
| Medalja | Ime            | Država | Vrijeme | Zaostatak |
| ------- | -------------- | ------ | ------- | --------- |
| Zlato   | Lindsey Vonn   | SAD    | 1:30.31 |           |
| Srebro  | Lara Gut       | ŠVI    | 1:30.83 | +0.52     |
| Bronca  | Nadia Fanchini | ITA    | 1:30.88 | +0.57     |

### Veleslalom
Natjecanje u veleslalomu održano je 12. veljače.
| Medalja | Ime              | Država | Vrijeme | Zaostatak |
| ------- | ---------------- | ------ | ------- | --------- |
| Zlato   | Kathrin Hölzl    | GER    | 2:03.49 |           |
| Srebro  | Tina Maze        | SLO    | 2:03.58 | +0.09     |
| Bronca  | Tanja Poutiainen | FIN    | 2:04.03 | +0.54     |

### Slalom
Natjecanje u slalomu održano je 13. veljače.
| Medalja | Ime              | Država | Vrijeme | Zaostatak |
| ------- | ---------------- | ------ | ------- | --------- |
| Zlato   | Maria Riesch     | GER    | 1:51.80 |           |
| Srebro  | Šárka Záhrobská  | CZE    | 1:52.57 | +0.77     |
| Bronca  | Tanja Poutiainen | FIN    | 1:52.89 | +1.09     |
| 7       | Ana Jelušić      | HRV    | 1:53.67 | +1.87     |

## Tablica odličja
| Mjesto | Nacija    | Zlato | Srebro | Bronca | Ukupno |
| ------ | --------- | ----- | ------ | ------ | ------ |
| 1      | Švicarska | 2     | 3      | 1      | 6      |
| 2      | Austrija  | 2     | 1      | 2      | 5      |
| 3      | SAD       | 2     | 0      | 1      | 3      |
| 4      | Njemačka  | 2     | 0      | 0      | 2      |
| 5      | Kanada    | 1     | 0      | 1      | 2      |
|        | Norveška  | 1     | 0      | 1      | 2      |
| 7      | Francuska | 0     | 3      | 0      | 3      |
| 8      | Italija   | 0     | 1      | 1      | 2      |
| 9      | Slovenija | 0     | 1      | 0      | 1      |
|        | Češka     | 0     | 1      | 0      | 1      |
| 11     | Finska    | 0     | 0      | 2      | 2      |
| 12     | Hrvatska  | 0     | 0      | 1      | 1      |

## Hrvatska reprezentacija alpskih skijaša

### Skijaši
- Danko Marinelli
- Ivica Kostelić (Otkazao sve utrke)
- Ivan Ratkić
- Dalibor Šamšal
- Tin Široki
- Natko Zrnčić-Dim

### Skijašice
- Matea Ferk
- Nika Fleiss
- Ana Jelušić
- Sofija Novoselić

## Zemlje sudionice
| - Andora - Argentina - Australija - Austrija - Belgija - Bugarska - Češka - Čile - Finska | - Francuska - Hrvatska - Island - Italija - Izrael - Japan - Kanada - Kazahstan | - Latvija - Libanon - Lihtenštajn - Mađarska - Monako - Nizozemska - Norveška - Njemačka - Poljska | - Rumunjska - Rusija - Sjedinjene Države - Slovačka - Slovenija - Srbija - Španjolska - Švedska - Švicarska - Ukrajina - Velika Britanija |

## Vanjske poveznice
- Službena stranica organizatora  Arhivirana inačica izvorne stranice od 30. lipnja 2006. (Wayback Machine)